# Neotheronia rosai
Neotheronia rosai är en stekelart som beskrevs av Ian D. Gauld 1991. Neotheronia rosai ingår i släktet Neotheronia och familjen brokparasitsteklar. Inga underarter finns listade i Catalogue of Life.